# Paul Strand

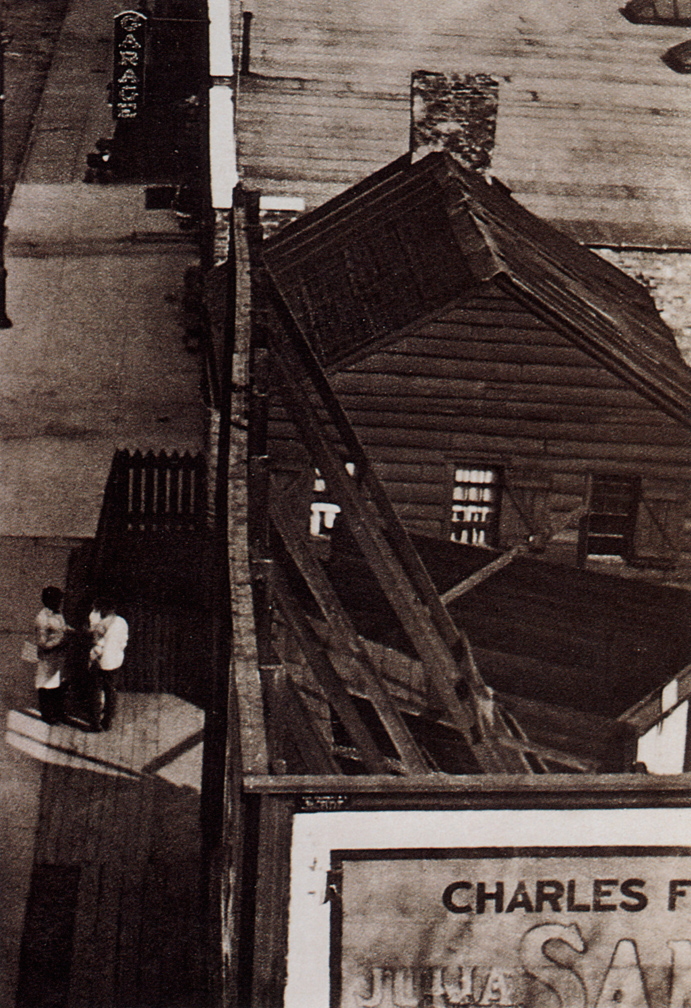
Fotografía New York, de Paul Strand.

Paul Strand (Nueva York, 16 de octubre de 1890 - Orgeval, Francia, 31 de marzo de 1976), de familia inmigrante de Bohemia (República Checa), fue uno de los precursores de la «fotografía directa» o «fotografía pura», junto a Alfred Stieglitz y otros fotógrafos de la Photo-Secession y la Galería 291, además de un reputado cineasta.

## Introducción
Paul Strand comenzó su carrera como fotógrafo a los 18 años mientras era estudiante de la Ethical Cultura High School. Su devoción a la fotografía fue determinada por su pronta asociación con Alfred Stieglitz y los fotógrafos que exhibieron en la Galería 291.
En 1921 empezó también a hacer cine. Sus películas Manhatta, de 1921; Redes, de 1934; The plow that broke the plains, de 1935; Heart of Spain, de 1940, y Native Land, de 1942, son ahora reconocidas como clásicos del cine.
En 1945 el Museo de Arte Moderno le dedica su primera exhibición individual como fotógrafo. Dos años más tarde colabora con Nancy Newhall en un proyecto publicado como Time in New England, el primer libro fotográfico innovador de Strand. Este fue el primero de una serie de libros en los que el texto y las fotografías interactuaban, se hacían uno, plasmaban un lugar, sus gentes, hogares, paisajes. Le siguieron La France de profil, Un paese (en colaboración con el escritor Cesare Zavattini), Tir a´Mhurain, Living Egypt y Ghana: An African portrait.
En 1967 Strand gana el premio David Octavius Hill. En 1971 sus obras más significativas se exponen en los mejores museos de América y hacen una gira por Europa. Su trabajo está representado en museos y colecciones privadas de todo el mundo.
Paul Strand murió en Orgeval, Francia, el 31 de marzo de 1976 con 85 años. Ese año completó dos portafolios de impresiones originales –On my doorstep y The Garden, publicados en 1976– y aprobó impresiones para dos portafolios adicionales publicados seguidamente.

## Inicio de la carrera
Strand nació en Nueva York. Su nombre de familia era originalmente “Stransky”, que su padre cambió en 1890 después del nacimiento de Paul por “Strand”.
Vivían en la parte oeste de la ciudad y en la casa habitaban Paul, sus padres, su tía soltera Francés y su abuela materna. Sus abuelos habían emigrado de Bohemia, oeste de la República Checa, en 1840. Su padre era vendedor de utensilios de cocina franceses y su tía Francés abrió una de las primeras guarderías públicas de Nueva York.
Jacob, el padre de Paul, le regaló una cámara Brownie cuando Paul cumplió los 12 años, pero por entonces sus aficiones entonces eran los patines y la bici, por lo que la mantuvo apartada.
En 1904 sus padres -alarmados por el vandalismo de muchos niños de la escuela pública de Hell's Kitchen- lo matricularon con gran dificultad para su economía en la Ethical Culture Fieldston School del oeste de Central Park. Uno de los profesores de la escuela era Lewis Hine, un sociólogo y aficionado a la fotografía cuyos retratos de niños en fábricas contribuyeron a mejorar las leyes del trabajo infantil en los Estados Unidos. Hine estaba fotografiandoentonces  la llegada de inmigrantes a Ellis Island y los seguía por los barrios bajos adonde iban a parar.
Hine decidió dar clases de fotografía como actividad extraescolar, y Strand y otros seis niños se apuntaron. Aprendieron lo esencial de la cámara, del cuarto oscuro y del uso del flash de polvo de magnesio para fotografiar interiores. Hine los llevó a la Galería 291 del grupo Photo-Secession de Stieglitz, y allí Strand descubrió el trabajo de David Octavius Hill, Robert Adamson, Julia Margaret Cameron y Gertrude Käsebier, entre otros artistas, incluyendo al propio Stieglitz. Entonces decidió, con 17 años, que él también sería fotógrafo.
Desde ese día quería convertirse en un artista de la fotografía, no le interesaba ya ir al colegio y empezó a trabajar como chico de oficina en la firma de su padre. La firma fue comprada en 1911 por otra compañía y Paul decidió gastarse sus ahorros en un viaje a Europa.
Durante seis semanas viajó de país en país, España, Argelia, Mónaco, Italia, Suiza, Francia, Holanda e Inglaterra, visitando los mayores museos y monumentos, y caminando largas distancias. En Europa fotografió paisajes de manera pictorialista y con buenas composiciones.
Cuando volvió a Estados Unidos aceptó un trabajo en una firma de seguros. Unos meses después, a finales de 1911, dimitió y empezó como autónomo un negocio como fotógrafo profesional, que no llevó a buen término. Pero en 1912 ganó el premio del New York Camera Club con Temple of love, una fotografía que mostraba la habilidad de Strand para este arte.
Desde sus clases con Hine, Strand paso la mayoría de su tiempo libre fotografiando, al principio con una cámara de 8x10 que le prestó su tío, luego con una Ensign Reflex, una cámara de placas inglesa que se compró. Se apuntó en el Camera Club of New York, que tenía cuarto oscuro y estudio. Su madre creía que no era una profesión con futuro pero tuvo todo el apoyo de su padre, que también quedó maravillado cuando Paul lo llevó a la Galería 291 de la Photo-Secession.
Strand empezó realizando retratos y viajando por el país haciendo fotos de colegios y fraternidades, fotografías que luego vendía a los estudiantes. Así fue creando su estilo personal. En esa época el estilo fotográfico era que las imágenes pareciesen pinturas, fotografías con luz difusa y ligeramente desenfocadas. Pero Stieglitz comenzó a hacer lo que se llamaría fotografía directa, esto es, imágenes sin manipulaciones o efectos de ningún tipo.
Strand llevaba sus fotografías a la Galería 291, llamada comúnmente "la 291", y Stieglitz mismo comentaba con él sus fotografías. En la 291 no solo se exponían fotografías, sino también obras de artes plásticas de la vanguardia europea, como Picasso Paul Cézanne, que fascinaban al joven Strand.
Para entender a estos pintores, Strand realizó varias fotografías abstractas; de ellas dijo que aprendió cómo construir una imagen, en qué consiste una imagen, cómo se relacionan las formas entre ellas, cómo se rellenan los espacios, cómo todo debe tener cierta unidad. Una vez que aprendió esto no necesitó trabajar más la pura abstracción; aplicaba simplemente lo aprendido en fotografías como The white fence, Port Kent, New York (La verja blanca), cuya composición nace de la relación entre nueve brillantes postes de verja en primer término y el oscuro granero detrás de estos. La verja blanca fue tomada en 1916, cuando estaba en la ciudad de Port Kent, y se puede decir que contiene la semilla del trabajo posterior de Strand.
Strand empezó a hacer fotografías directas, muy diferentes de las pictorialistas de su época y de muy diferente temática también. En Nueva York quería fotografiar la dura ciudad y, según él mismo relató, tuvo la idea de retratar a la gente tal y como se la ve en los parques de Nueva York, sentada por ahí, sin posar, sin siquiera saber que los están fotografiando, pues quería captar la vida diaria de la gente común. Para ello cogió las lentes de la vieja cámara de su tío y las puso en su Ensign Reflex en un lado; así estas falsas lentes apuntaban hacia una dirección y con las verdaderas apuntaba a lo que realmente quería fotografiar, sin que la gente supiese que la estaba fotografiando. Muchos de sus primeros retratos fueron realizados de este modo.

## Influencias
Para Paul Strand sus profesores fueron reformistas sociales o artistas revolucionarios como Friedrich Froebel, Félix Adler, Lewis Hine, Alfred Stieglitz, Paul Cézanne, Picasso o Nietzsche.
Froebel fue el creador de la guardería, y su influencia en Strand vino a través de la tía de este, Francés, que vivía con él y fue una de las primeras maestras de guardería de Nueva York. El sistema educacional de Froebel fue implantado en Strand por medio de su tía, la manipulación de formas básicas: conos, cubos, la observación, el juego y manejo de objetos y colores. Una de las actividades consistía en jugar con objetos de madera con formas geométricas para que el niño creara así mundos simbólicos.
En su adolescencia Strand estudió en la “Ethical Cultura Society”, fundada por Félix Adler, quien integró a la educación la moral, el clasicismo y el modernismo, lo nuevo y lo viejo, la plástica y lo abstracto, todo se integraba en una idea moral, para estimular la observación y la imaginación.
Hine fue el profesor de fotografía de Strand, le enseñó que una buena fotografía es el resultado de la inteligencia y la paciencia. Hine fotografiaba la sociedad marginal, la llegada de inmigrantes, niños trabajadores e inculcó esta idea de fotografía social en Strand, quien también fotografió a personas marginadas, pobres. Hine llevó a sus estudiantes a la exposición de la "Galería 291” y les enseñó lugares históricos e industriales de la ciudad.
Les enseñó la técnica del cuarto oscuro e hicieron fotografías para la escuela y para clientes y comercios individuales. Así les inculcó la fotografía como algo útil, práctico.
Después de la escuela Strand empezó a trabajar con su padre y en su tiempo libre tomaba fotografías, se hizo miembro del “New York Camera Club” ya que entonces no tenía acceso al cuarto oscuro de la escuela. Allí aprendió la técnica de la goma bicromatada y otras técnicas. De 1911 a 1914 Strand estudió fotografía de manera autodidacta, viendo exhibiciones y haciendo fotografías.
En la exposición del “Armory Show” Strand quedó impresionado por el post-impresionismo y el arte abstracto, sobre todo con Cezanne. Le impresionó el cuadro “Anciana con rosario” de Cezanne y con ello se empieza a interesar por los retratos, que empieza a fotografiar y le reportan fama, como el de “Young Boy”. También se interesa por este tema gracias a los retratos de David Octavious Hill y Robert Adamson, sus retratos de hombres y mujeres de Edimburgo. El claroscuro de estas fotos le marcan un nuevo camino.
Del “Armory Show” le impactan también las obras de Picasso, el arte abstracto y el cubismo, y realiza fotografías sobre este tema, estudia las formas, sus relaciones, el espacio y como este se llena. Strand interconectaba luces y sombras con formas (frutas, boles) y creaba un universo compacto de volúmenes.
Políticamente Strand es de izquierdas y Nietzsche le impresiona, ya que aunque desgraciadamente es más famoso por la lectura que los nazis hicieron de él, Nietzsche impresionó también a los socialistas que hacían otra lectura distinta.

## La "Galería 291"
En 1915 Strand se convirtió según él mismo, en un verdadero fotógrafo, llevaba 8 años ya fotografiando, mostró sus trabajos a Stieglitz en la “291” y cuando éste miró las fotografías de Strand quedó asombrado ante esas obras “directas, limpias y ajenas a todo engaño”, llamó a Edward Steichen y éste también quedó maravillado. Los dos le dijeron que pensase en la "Galería 291" como en su propia casa.
Stieglitz realizó una exposición de Strand en la “291” y le publicó varias fotografías en la revista “Camera Work”. Esta revista cerró en 1917 por problemas económicos y su último número fue dedicado por entero a Paul Strand, en él Stieglitz escribió un artículo sobre Paul Strand diciendo: 

“Sus fotografías son la expresión directa del presente, evitando los trucos y cualquier “ismo”, evitando cualquier intento de mistificar a un público ignorante, incluyendo a los fotógrafos mismos".
Alfred Stieglitz

Según Strand tres caminos se abrieron para él que le ayudaron a elegir cómo seguir: su trabajo era una respuesta para entender el nuevo arte que venía con la pintura, lo abstracto, el cubismo; segundo, era una manera de expresar algunos sentimientos sobre Nueva York, donde vivía, y tercero quería saber si podía fotografiar gente sin que ésta supiese que estaba siendo fotografiada. Su famosa fotografía “Blind Woman”, tiene un enorme impacto visual y significado social, pero era una manera de resolver este tercer problema, la oportunidad perfecta de fotografiar a alguien sin que se diese cuenta, puesto que la imagen, es un retrato de una mujer ciega, con un cartel colgado en el que se lee "Blind", (ciega).
Fue su aterrizaje definitivo en la fotografía, con 25 años, Strand se convirtió en un respetado miembro del círculo de Stieglitz, con artistas como Max Weber, John Marin, Frank Eugene o Alvin Langdon Coburn.
Strand dijo de la “291” que era un grupo de gente con un fuerte interés común del que sobresalía un líder, Stieglitz. La galería “291” era como un laboratorio, un lugar donde evaluar la calidad de las imágenes y la reacción de la gente hacia estas. Luchaban por un reconocimiento del arte fotográfico como tal, sin que tuviese que ser comparado con la pintura. Según Strand:

"un fotógrafo debe tener un respeto por lo que tiene delante, no usar trucos o manipular el proceso, sino utilizar el método de la fotografía directa"

La mayoría de fotógrafos todavía cometían el absurdo error de intentar utilizar el método fotográfico como un atajo de la pintura, en lugar de reconocer y trabajar con los elementos que eran únicos en la fotografía. Escribió también que el elemento esencial de la fotografía es el tiempo, la memoria y la mano no pueden realizar lo que esta máquina, la cámara, captura.

“Si estas vivo el mundo inmediato a ti significara algo para ti y si sabes como usarlo querrás fotografiar este significado”.
Paul Strand

## Viajes, fotografías y películas
En 1918 se alista en la armada, es destinado a la clínica Mayo. Aquí se dedica a filmar las operaciones de cirugía para que los médicos pudiesen estudiarlas después.
En 1919 se licencia e intenta establecerse en la fotografía publicitaria, pero en 1922 cuando este campo empezaba su auge, una gente le pide que filme operaciones médicas para una compañía, dada su experiencia en la clínica Mayo. Strand accede, ya tenía además otra experiencia como cámara en 1921 realizando en colaboración con el pintor Charles Séller, un pequeño documental sobre Nueva York llamado “Mannahatta”.
Strand buscó una de las mejores cámaras para este trabajo, una “Akeley”, pero cuando iba a comprarla el proyecto fue abortado. Strand aun así decidió comprarse la cámara y trabajar por su cuenta. Los siguientes 10 años Strand se ganó la vida como cámara, filmó eventos deportivos; el derby, fútbol, graduaciones universitarias, acontecimientos sociales, etc. que luego editaba y vendía a los interesados. Ocasionalmente le contrataban para filmar secuencias de acción para películas de Hollywood, pero su interés seguía siendo la fotografía, que practicaba siempre que tenía tiempo libre.
En 1922 se casa con Rebecca Salsbury, una artista cuyo padre fue manager de Buffalo Bill. Al principio vivían en casa de los padres de Strand, hasta que en 1926 ahorran lo suficiente como para irse en verano. El matrimonio viaja a Colorado, donde Strand fotografía el Parque nacional Mesa Verde.
Los dos veranos siguientes los pasan en Georgetown Island. Strand pasa estos dos veranos fotografiando setas, plantas, rocas y otros detalles naturales en primer plano. El problema de enfrentarse a paisajes más grandes no surge hasta el verano de 1929, cuando viajan alrededor de la Península de Gaspé. Dice Strand:

“El problema del paisaje es la unidad de todo lo que está incluido, en un paisaje normalmente tienes un primer plano, un plano medio, la distancia y el cielo. Todo esto tiene que estar relacionado, lo que no siempre se logra. Cezanne es un maestro haciendo esto, porque no solo todo elemento está relacionado en sus pinturas sino que consigue unir la profundidad, consigue un espacio tridimensional. Esto es lo que quiero resolver en mis fotografías”.

Strand trabajó en Gaspé en lo que llamó “el carácter esencial de un lugar y sus gentes”, plasmando en fotografías esta relación del lugar y sus habitantes que luego volvería a mostrarnos en todos sus libros fotográficos. Cuando se avecinaba una tormenta, Strand preparaba la cámara y así fotografiaba las luego conocidas como “nubes de Strand” que aparecen en sus imágenes del árido Suroeste.
Henwar Rodakiewicz, un fotógrafo que vivía en Taos le invitó a Strand a ver los pueblos fantasmas del viejo oeste. Strand fotografió las viejas casas de madera, los muros de adobe. Estas imágenes las vio Ansel Adams cuando conoció a Strand en Nuevo México y le impresionaron de tal manera que decidió dedicarse a la fotografía directa.
En 1932 el matrimonio de Strand estaba finalizando, ella volvió a Nueva York y él fue a México donde se hizo amigo del compositor Carlos Chávez. Este le sugirió fotografiar México, lo que entusiasmó a Strand. Con ayuda de Chávez Strand hizo una exposición en el edificio del Ministerio de educación y consiguió un encargo de trabajo, hacer un reportaje sobre las escuelas rurales del estado de Michoacán, con la ayuda del sobrino de Chávez, Agustín Chávez. Los dos viajaron juntos y Strand realizó retratos con ayuda de un prisma por primera vez, que obtuvieron un éxito total. Tras esto le encargaron hacer una serie de películas que reflejaran al México real. Strand solo pudo hacer un film, “Redes” que en inglés se tituló “The Wave”, sólo un actor fue contratado, el resto eran los pescadores locales de Alvarado. Era parte documental, parte ficción: una historia sobre una huelga de pescadores pobres contra un mercado que les explota. Era un filme de 65 minutos de duración con imágenes propias de las fotografías de Strand que realizó el filme con su cámara Akeley. La película tardó en filmarse un año debido a la insistencia de Strand en que todo detalle fuese perfecto y cuando ésta se editó la administración del gobierno cambió, abortándose así los demás proyectos.
Strand volvió a Nueva York, allí se asoció al “Group Theatre” con Harold Clurman, Lee Strasberg y Cheryl Crawford, tres directores que querían formar una compañía permanente. En esos años de la depresión americana el "Group" estaba considerado políticamente de izquierdas. Estaban interesados en el teatro que se hacía en la Unión Soviética, y Strasberg introdujo el método del soviético Konstantin Stanislavski en los actores. También les interesaban las películas de los directores soviéticos Eisenstein, Pudovkin y Dovzhenko y el contexto social de sus creaciones. Por ello en 1935 Clurman y Crawford se dirigieron a Moscú y Strand decide ir con ellos. En Moscú Eisenstein dice admirar la película “The Wave”, de Strand y le propone trabajar juntos, pero no pueden hacerlo por las dificultades que supone conseguir un permiso de trabajo.
En Nueva York jóvenes fotógrafos van adquiriendo interés en realizar documentales, influidos por el “Group Theatre” les interesaban los documentales sociales y se agruparon en una asociación a la que llamaron “Nykino”, por el "Kino-Pravda" o Cine-Ojo del director soviético Dziga Vertov. Aunque el film mexicano de Strand no se había proyectado todavía en Estados Unidos, sabían de él, así a su vuelta de Rusia Steiner y Hurwitz, del “Nykino”, proponen a Strand trabajar con ellos en el documental “The Plow that broke the plains”. El documental enseña como el mal uso de la tierra para crear beneficios a corto plazo, produce un desastre ecológico. “Nykino” cambió su nombre por el de“Frontier films” y Strand empezó a dedicarse solamente a las películas dejando la fotografía a un lado.
En 1937 Strand fue elegido presidente del “Frontier films”, hasta 1942 año en el que se disuelve la compañía. Durante ese tiempo “Frontier films” realizó siete documentales: “Heart of Spain” realizado por Herbert Kline y las fotografías de Geza Karpathi y editado por Strand y Hurwitz, que muestra el lado republicano de la guerra civil española, “China Strikes Back” acerca del entrenamiento del Ejército Rojo en la provincia de Shensi, “People of the Cumberland” sobre una escuela de Tennessee, dirigida por un joven Elia Kazan, “Return to Life” film sobre España dirigido por el joven fotógrafo Henri Cartier-Bresson, “White Food” documental sobre los glaciares filmado por el naturalista Osgood Field, “United Action” acerca de las huelgas de los trabajadores de Detroit y “Native Land” dirigido, filmado y editado por Hurwitz y Strand en el que muestran las violaciones de derechos civiles en los Estados Unidos.
Esta película fue acabada en 1942, para entonces Estados Unidos había entrado en guerra y “Frontier Films” se disuelve. Después de 10 años haciendo películas Strand vuelve a la fotografía a la edad de 53 años.

## Los libros de fotografía
En 1945 Nancy Newhall encargada del departamento de fotografía del Museo de Arte Moderno de Nueva York, propone una retrospectiva de Strand. Strand y Newhall trabajan conjuntamente y seleccionan 172 fotografías, fue la mayor retrospectiva que el MOMA hizo a un fotógrafo. Durante la colaboración, Newhall propone a Strand hacer un libro sobre Nueva Inglaterra conjuntamente. Strand viaja por Nueva Inglaterra durante seis semanas fotografiando. Strand buscaba imágenes de la naturaleza y de la arquitectura y caras de la gente que se relacionasen con el lugar, Nueva Inglaterra. Newhall y Strand trabajaron en la combinación de texto y fotografía y el resultado fue “Time in New England” publicado en 1950. Strand encontró el proceso de hacer un libro en el que texto y fotografía interactuasen muy enriquecedor y decidió hacer más. Por entonces el Macarthismo anticomunista estaba realizando su Caza de brujas, su amigo Hurwitz y muchos otros colegas suyos estaban en las listas negras de la industria del cine y no podían encontrar trabajo, así que decidió irse a Europa. Además en 1949 su segundo matrimonio acabó en divorcio y conoció a Hazel Kingsbury, asistenta del fotógrafo de moda Louise Dahl-Wolfe, con la que se fue a Francia en 1950 y se casó en 1951. El matrimonio viajó por Francia y Strand fue haciendo fotografías por el país, con estas publicó el libro “La France de Profil”, que nos muestra la Francia rural y su modo de vida, hoy casi desaparecido.
Al año siguiente Strand se encuentra con Zavattini, escritor italiano, en Perugia, Italia, y deciden trabajar juntos en un libro acerca de un pueblo italiano, Luzzara en el valle del Po, y lugar de nacimiento del escritor. Strand pasó dos meses en Luzzara realizando fotografías, recogiendo sus impresiones, en primavera cinco semanas y tres en otoño. Retrata la gente del lugar, además de sus viviendas, el paisaje. El libro con fotografías de Strand y texto de Zavattini se titula “Un Paese”. Más tarde en 1954 repetirá este trabajo sobre un pueblo, sus gentes, casas, con la población de la isla de Uist del Sur, en la costa oeste de Escocia, por donde viajará durante tres meses con su mujer. El libro que realiza, “Tir a´Mhurain”, también nos refleja la complicidad de sus habitantes con la naturaleza que se da en este terreno salvaje. De hecho en todos los lugares en los que Strand fotografía: Egipto, cuyo libro “Living Egypt” se publica en 1969, Marruecos, Ghana, cuyo libro finaliza en 1976, año de su muerte y Rumania, Strand busca la gente llana, evade aglomeraciones y ciudades. Fotografía a las gentes en sus casas con luz natural sin trucos ni efectos, y de manera natural, sin decirles como situarse. Dice Strand:

“Me gusta fotografiar a gente con fuerza y dignidad en sus caras, por mucho que la vida los haya maltratado, no se derrumban.”

En 1955 los Strand se compran una casa en Orgeval cerca de París donde Paul se instala un cuarto oscuro y en la que residen hasta su muerte. También tienen un jardín que cuidan y al que Strand fotografía; con estas fotografías de su jardín hace un portafolio de once fotografías, “On My Doorstep”.
Strand contrajo cáncer de huesos, por ello tiene dolores insoportables y en 1975 contrata un ayudante, Benson, con el que puede realizar este último trabajo, “On my doorstep”, aprueba la última impresión del trabajo en marzo de 1976 y unos pocos días después muere.
Paul Strand dijo a una visita unos días antes de morir: 

«Creo que el comentario de Thoreau de que no puedes decir más de lo que has visto, es cierto, y ya he visto mucho»